# Martin Hunt
Pour les articles homonymes, voir Hunt.
Martin Hunt est un homme politique nauruan.

## Biographie
Entré au Parlement de Nauru comme député de la circonscription de Boe aux élections de 2019, il est immédiatement nommé ministre assistant le président (c'est-à-dire vice-président de la république), ministre des Finances et ministre des Transports dans le gouvernement du nouveau président Lionel Aingimea,.
Réélu député en 2022, il est reconduit à ces trois ministères par le nouveau président Russ Kun, et chargé également de la responsabilité ministérielle pour la Eigigu Holding Corporation (holding couvrant des services financiers, un hôtel, des services de transports...),. Après la destitution du gouvernement Kun le 25 octobre 2023, il sièges sur les bancs de l'opposition au nouveau gouvernement de David Adeang.